# 自由秘鲁
自由秘鲁（西班牙語：Perú Libre），正式名称为自由秘鲁民族政党（Partido Político Nacional Perú Libre），是秘鲁的一个社会主义政党。它成立于2007年，当时取名为自由秘鲁政治地区运动；2012年2月，改名为自由意志秘鲁；2016年1月15日，注册为政党。2019年1月，改用现名。该党自称是一个拥护马克思列宁主义和马里亚特吉主义的“左翼社会主义组织”，重视民主、权力下放、国际主义、维护国家主权、人文主义和反帝国主义。在2021年秘鲁大选中，该党候选人佩德罗·卡斯蒂略出人意料获胜，但他就任秘鲁总统仅一年4个月便于2022年12月7日被共和国国会罢免。

## 历史
2008年8月13日，弗拉基米尔·塞隆建立该党。2016年，塞隆作为该党的总统候选人参加当年的大选，但由于他的支持率很低，两个月后他退出竞选。。2018年，弗拉基米尔·塞隆再次当选区长。2019年因被指在首屆區長任期內未能维护国家利益而被判刑，任期因此縮減。尽管如此，塞隆仍以秘书长的身份领导该党。
在2020年1月26日举行的国会选举中，该党只赢得了3.4%的得票，但由于未能达到选举门槛，该党在共和国议会中没有席位。国会选举前几个月，该党与一起为了秘鲁联盟和新秘鲁进行谈判以便在国会选举中组建选举联盟，却因秘鲁自由党党首的负面形象以及新秘鲁为了建立工会导致成员流失过多等原因导致联盟建立的失败。各党均独立进行竞选活动。导致秘鲁自由党未获席位。
但在2021年秘鲁大选中，該黨異軍突起，統合了原由爲了祕魯聯盟、广泛阵线、一起为了秘鲁（新秘鲁）、直接民主等全部傳統左翼政治團體佔優勢的選區議席，成爲國會第一大黨。该党总统候选人佩德罗·卡斯蒂略“意外地”在第一轮中取得领先。卡斯蒂略寻求与秘鲁其他政治势力进行对话以达成政治协议，但佩德罗·卡斯蒂略无意与秘鲁民族主义党的奥良塔·乌马拉进行谈判，从而坚持意识形态话语。
2022年5月14日，该党的8名支持佩德罗·卡斯蒂略的异见议员另立“全国协调权威集团”议会党团；6月，卡斯蒂略退党；6月8日，5名支持卡斯蒂略的议员另立“二百周年秘鲁”党团。

## 政治理念
该党将自己描述为一个拥护马克思列宁主义和马里亚特吉主义的左翼社会主义组织。

### 国内
在国内事务中，自由秘鲁反对新自由主义，并表示他们的政党寻求“从市场独裁的征服中拯救迷你、几乎无法察觉和垂死的国家”。自由秘鲁说，当秘鲁采用新自由主义和市场放松管制时，外国公司控制了经济，对劳动力的剥削增加，不平等加剧，该国“进入新殖民地状态”。
最初，为了社会福利将矿山、天然气、石油、水力发电和电信国有化是自由秘鲁的目标。但，为了安抚外国商业利益，总统候选人承诺他的政府不会将秘鲁境内的工业国有化，同时重申了他的政党捍卫财富分配的立场。
塞隆曾表示，自由秘鲁反对藤森主义。虽然最初支持将堕胎合法化，但该党后来支持维持现状。

### 国际
在国际上，塞隆强调该党“捍卫世界上的革命进程，尤其是在拉丁美洲：古巴、尼加拉瓜、厄瓜多尔、委内瑞拉和玻利维亚”。该党还反对利马集团。
卡斯蒂略在竞选2021年总统选举期间为委内瑞拉尼古拉斯·马杜罗政府辩护，称其为民主政府。他后来回溯他的陈述并说“这里没有查韦斯主义”，并阐述马杜罗总统“如果他对秘鲁有什么要说的，他首先要解决他的内部问题”。该党还将委内瑞拉难民危机描述为人口贩卖，卡斯蒂略指责委内瑞拉人在秘鲁犯罪。

## 选举结果

### 总统选举
| 年份   | 候选人          | 第一轮  | 第一轮 | 第二轮    | 第二轮 | 结果 |
| 年份   | 候选人          | 得票数  | 得票率 | 得票数    | 得票率 | 结果 |
| ------ | --------------- | ------- | ------ | --------- | ------ | ---- |
| 2016年 | 弗拉基米尔·塞隆 | 退选    | 退选   | 退选      | 退选   | 落选 |
| 2021年 | 佩德罗·卡斯蒂略 | 867,025 | 18.92% | 8,836,380 | 50.13% | 当选 |

### 国会选举
| 年份   | 领袖            | 得票数    | 得票率 | 赢得席位 | 增减 | 排名 | 结果     |
| ------ | --------------- | --------- | ------ | -------- | ---- | ---- | -------- |
| 2020年 | 弗拉基米尔·塞隆 | 502,898   | 3.40%  | 0 / 130  |      | 13   | 国会外   |
| 2021年 | 弗拉基米尔·塞隆 | 1,724,354 | 13.41% | 37 / 130 | ▲ 37 | ▲ 1  | 少数政府 |